# Olímpio Andrade
Olímpio Andrade (Boituva, 6 de fevereiro de 1924 — Boituva, 10 de junho de 2007) foi um  político brasileiro.
Popularmente conhecido como Pai Límpio ou Comendador, Olímpio Andrade foi uma personalidade no cenário político regional no interior de São Paulo, membro do Partido da Social Democracia Brasileira (PSDB).
A carreira política iniciou em 1973. Foi vereador e prefeito de Boituva. Seu mandato na prefeitura ficou marcado pela construção de 100 moradias populares, além da construção de dois estádios municipais e a instalação de 15 indústrias de grande porte, entre elas a alemã Alba Química (hoje Henkel do Brasil) e a Metalúrgica Taunus. Além disso, Olímpio também construiu o atual prédio do paço municipal e asfaltou as principais vias do centro da cidade.